# 네트워크 뮤직 그룹
네트워크 뮤직 그룹(Nettwerk Music Group)은 1984년에 설립된 캐나다의 음반사로, 본사는 브리티시컬럼비아주 밴쿠버에 위치하고 있다.
대표적인 아티스트로는 펀, 세라 맥라클런, 만도 디아오 등이 있다.